# نائب الجاليات الفلسطينية الأردنية في الولايات المتحدة الأمريكية
نائب الجاليات الفلسطينية الأردنية في الولايات المتحدة الأمريكية هي تجمع إداري تأسس عام 2008 تحت سلطة أبرشية الروم الأرثوذكس الأمريكية (GOA). تتألف النيابة من رعايا وأديرة كانت في السابق تابعة لبطريركية الروم الأرثوذكس في القدس في أمريكا الشمالية والجنوبية. يقع النائب مباشرة تحت إشراف رئيس أساقفة سلطة أبرشية الروم الأرثوذكس الأمريكية وليس تحت إشراف المطرانين المحليين للمجتمعات التي يتواجدون فيها.

## سلطة بطريركية القدس
بينما كان التجمع إداري تحت سلطة بطريركية القدس، كانت هناك توترات بين هذه المجموعة من الأبرشيات والأبرشية الأنطاكية الأرثوذكسية المسيحية في أمريكا الشمالية حيث ادعت الأخيرة أن القدس كانت تعمل على جذب أعضاء الرعايا الأنطاكية (واليونانية) إلى سلطتها الخاصة. أدت أزمة بن لوموند عام 1998، حيث انقسمت أبرشية أنطاكية في كاليفورنيا إلى قسمين، انضمت إحداهما لاحقًا إلى بطريركية القدس (بما في ذلك عن طريق إعادة ترسيم بعض رجال الدين)، مما أدى إلى تفاقم هذه التوترات.
نتيجة لذلك، اعتبارًا من 2 مايو 2003، تلقى رجال الدين الأمريكيون في أنطاكية حظرًا من المتروبوليت فيليب من نيويورك، من الخدمة معًا أو التواصل مع رجال الدين الأمريكيين في القدس (ومع ذلك، لم يخضع رجال الدين في القدس من أبرشيات الشرق الأوسط لهذا الحظر). من خلال إنشاء النيابة، كرر المطران فيليب توجيهات رئيس الأساقفة من عام 2003 في 7 أغسطس 2008، مستنكرًا عمل البطريركية المسكونية للسيطرة على المجتمعات التي تشكلت أساسًا عن طريق الانفصال عن الرعايا الأنطاكية.
بالإضافة إلى ذلك، رفض بعض كهنة بطريركية القدس قبول قرار إنشاء نائب جديد، معلنين قرارهم بالبقاء أعضاء في بطريركية القدس.
بتاريخ 11 آب 2008 في رسائل وجهها إلى بطريرك القسطنطينية بطريرك القدس والمطران ديمتريوس الكنائس الأرثوذكسية في الولايات المتحدة رفضت مكونات بطريركية القدس الجاليات الفلسطينية / الأردنية في الولايات المتحدة التي فرضت عليها.

## روابط خارجية
- قرارات بشأن بعض الجاليات الفلسطينية والأردنية في الولايات المتحدة الأمريكية، صادرة عن الموقع الرسمي لـ GOA (5 آب / أغسطس 2008)